# Şabran
Şabran är en distriktshuvudort i Azerbajdzjan.   Den ligger i distriktet Şabran Rayonu, i den nordöstra delen av landet, 120 km nordväst om huvudstaden Baku. Şabran ligger 44 meter över havet och antalet invånare är 23 248.
Terrängen runt Şabran är kuperad åt sydväst, men åt nordost är den platt. Şabran är det största samhället i trakten.